# Eindride Hvit
Eindride Hvit, norsk storbonde i slutet av 1200-talet. Enligt en uppgift avliden 1308. Födelsetid okänd. En av förfäderna till den i Jämtland och Norge kända Skankesläkten. Gift med Birgit Bårdsdotter och far till Gertrud Endrichsdotter. Dottern var gift med Eysten Isaksson Mugga, som avled 1337. Eindride Hvit köpte år 1304 gården Hvamm och Mare i Borgund socken, Sogn, i Norge. Den gården kom som senare att ägas av hans dottersons sonson Eindride Bottulfsson.